# Lucido Conti
Lucido Conti (Roma, 23 ottobre 1388 – Bologna, 9 settembre 1437) è stato un cardinale italiano.

## Biografia
Membro della famiglia Conti di Valmontone, figlio di Ildebrandino e di una Berarda, è attestato per la prima volta il 30 dicembre 1396 quando, ad appena nove anni di età, ricevette da papa Bonifacio IX un canonicato della basilica di San Pietro. 
Con questo atto il pontefice ricompensava la sua famiglia per la fedeltà all'obbedienza romana. Tuttavia, dopo il concilio di Pisa, il padre aveva cambiato bandiera a favore dell'antipapa Giovanni XXIII il quale, riconoscente, nominò Lucido cardinale diacono di Santa Maria in Cosmedin (1411).
In questa veste prese parte sin dall'inizio al concilio di Costanza: presente alla processione inaugurale del 5 novembre 1413, nel marzo 1415 fu inviato a Sciaffusa per ottenere dall'antipapa la rinuncia al pontificato e in seguito assistette alla sua condanna. Nel luglio successivo fu testimone della rinuncia di papa Gregorio XII, quindi preparò la missione di Sigismondo di Lussemburgo presso l'antipapa Benedetto XIII.
Fu impegnato anche nella lotta alle eresie: nel settembre 1415 presenziò all'abiura di Girolamo da Praga, mentre l'anno dopo sottoscrisse la citazione in giudizio per i seguaci di John Wyclif e di Jan Hus. 
Nel 1417 fu tra i giudici che condannarono Benedetto XIII e nel novembre successivo organizzò l'elezione di Oddone Colonna - suo cugino primo - al soglio pontificio con il nome di Martino V. Dopo il concilio, il nuovo papa lo nominò protettore dei serviti. Lasciò quindi Costanza e si stabilì nel convento dell'Annunziata di Firenze, occupandosi del restauro la biblioteca e della fondazione di un ospedale per i poveri. Nel 1420 lasciò Firenze per trasferirsi a Roma al seguito del papa, non senza aver donato al convento una grande statua d'argento.
Nel 1429 venne nominato legato pontificio a Bologna dove, nel settembre dello stesso anno, si era consumata una ribellione antipapale. Appena insediato tolse l'interdetto alla città; questo non bastò a frenare le lotte fra le varie fazioni, in particolare fra i Canetoli, contrari alla presenza del legato, e i Bentivoglio, fedeli alla Santa Sede. Di fronte al crescere delle tensioni, il 3 aprile 1430 il Conti preferì lasciare Bologna per rifugiarsi a Cento e poi a Ferrara. 
Frattanto, il 27 novembre 1429, era stato nominato arciprete di San Pietro in Roma, che si aggiungeva a una lunga serie di benefici accumulati negli anni di carriera ecclesiastica. Tra gli altri, si ricordano l'abbazia di Santa Maria di Rossilli, il priorato cluniacense di Saint-Pierre-d'Allevard e il monastero di Fonte Avellana, vari altri priorati localizzati in Germania e in Austria e l'abbazia della Trinità di Perugia. Era inoltre titolare della parrocchia di Santa Colomba a Colonia e di altre due parrocchie nel Brabante, nonché del monastero di San Nicola di Calamizzi. Con l'ascesa di papa Eugenio IV rinunciò a tutti i benefici in cambio di vitalizi.
Sotto questo pontefice, con cui ebbe ottimi rapporti, fu nominato camerario del Sacro Collegio (1431). Quando, dopo la rivolta dei Colonna, Eugenio fu costretto all'esilio, riparò nel castello di Galeria, per poi raggiungere il papa a Firenze.
Trascorse l'ultimo periodo di vita a Bologna, nel convento dei serviti. Dopo la sua morte si accese una diatriba ereditaria: Lucido era stato nominato erede universale dal padre, benché alcuni beni fossero occupati dal fratello Alto; poiché il cardinale era spirato senza aver fatto testamento, altri due fratelli, Grato e Sagace, rivendicarono la loro parte rivolgendosi al noto giurista Paolo di Castro; non ebbero però successo.

## Ascendenza
|                                                              |                                       |                                                   | Genitori                              |  |  | Nonni |  |  | Bisnonni                      |  |  | Trisnonni                                                    |  |
|                                                              |                                       |                                                   |                                       |  |  |       |  |  | Adenolfo Conti, conte di Sora |  |  | Giovanni Conti, signore di Gavignano, Palombara e Valmontone |  |
|                                                              |                                       |                                                   |                                       |  |  |       |  |  | Adenolfo Conti, conte di Sora |  |  | Giovanni Conti, signore di Gavignano, Palombara e Valmontone |  |
|                                                              |                                       | Filippa Conti                                     |                                       |  |  |       |  |  | Adenolfo Conti, conte di Sora |  |  |                                                              |  |
| Giovanni Conti, signore di Gavignano, Palombara e Valmontone |                                       |                                                   |                                       |  |  |       |  |  | Adenolfo Conti, conte di Sora |  |  |                                                              |  |
|                                                              |                                       | …                                                 | …                                     |  |  |       |  |  |                               |  |  |                                                              |  |
|                                                              |                                       | …                                                 | …                                     |  |  |       |  |  |                               |  |  |                                                              |  |
|                                                              |                                       | …                                                 | …                                     |  |  |       |  |  |                               |  |  |                                                              |  |
| Ildebrandino Conti, signore di Valmontone                    |                                       | …                                                 |                                       |  |  |       |  |  |                               |  |  |                                                              |  |
|                                                              |                                       | Stefano Colonna il Vecchio, signore di Palestrina | Giovanni Colonna, marchese di Ancona  |  |  |       |  |  |                               |  |  |                                                              |  |
|                                                              |                                       | Stefano Colonna il Vecchio, signore di Palestrina | Giovanni Colonna, marchese di Ancona  |  |  |       |  |  |                               |  |  |                                                              |  |
|                                                              |                                       | Stefano Colonna il Vecchio, signore di Palestrina | Agnese Orsini di Monterotondo         |  |  |       |  |  |                               |  |  |                                                              |  |
| Margherita Colonna                                           |                                       | Stefano Colonna il Vecchio, signore di Palestrina |                                       |  |  |       |  |  |                               |  |  |                                                              |  |
|                                                              |                                       | Gaucerande de L'Isle-Jourdain                     | Jordan IV, signore de L'Isle-Jourdain |  |  |       |  |  |                               |  |  |                                                              |  |
|                                                              |                                       | Gaucerande de L'Isle-Jourdain                     | Jordan IV, signore de L'Isle-Jourdain |  |  |       |  |  |                               |  |  |                                                              |  |
|                                                              |                                       | Gaucerande de L'Isle-Jourdain                     | Vacquerie de Monteil                  |  |  |       |  |  |                               |  |  |                                                              |  |
| Lucido Conti                                                 |                                       | Gaucerande de L'Isle-Jourdain                     |                                       |  |  |       |  |  |                               |  |  |                                                              |  |
|                                                              | Matteo de' Sangro, signore di Bugnara | Rinaldo III de' Sangro, signore di Bugnara        |                                       |  |  |       |  |  |                               |  |  |                                                              |  |
|                                                              | Matteo de' Sangro, signore di Bugnara | Rinaldo III de' Sangro, signore di Bugnara        |                                       |  |  |       |  |  |                               |  |  |                                                              |  |
|                                                              | Matteo de' Sangro, signore di Bugnara | Stefania d'Aversa                                 |                                       |  |  |       |  |  |                               |  |  |                                                              |  |
| Nicola I de' Sangro, signore di Bugnara                      | Matteo de' Sangro, signore di Bugnara |                                                   |                                       |  |  |       |  |  |                               |  |  |                                                              |  |
|                                                              |                                       | Candola "Condinella" di Barbarano                 | …                                     |  |  |       |  |  |                               |  |  |                                                              |  |
|                                                              |                                       | Candola "Condinella" di Barbarano                 | …                                     |  |  |       |  |  |                               |  |  |                                                              |  |
|                                                              |                                       | Candola "Condinella" di Barbarano                 | …                                     |  |  |       |  |  |                               |  |  |                                                              |  |
| Caterina "Berarda" de' Sangro                                |                                       | Candola "Condinella" di Barbarano                 |                                       |  |  |       |  |  |                               |  |  |                                                              |  |
|                                                              |                                       | …                                                 | …                                     |  |  |       |  |  |                               |  |  |                                                              |  |
|                                                              |                                       | …                                                 | …                                     |  |  |       |  |  |                               |  |  |                                                              |  |
|                                                              |                                       | …                                                 | …                                     |  |  |       |  |  |                               |  |  |                                                              |  |
| …                                                            |                                       | …                                                 |                                       |  |  |       |  |  |                               |  |  |                                                              |  |
|                                                              |                                       | …                                                 | …                                     |  |  |       |  |  |                               |  |  |                                                              |  |
|                                                              |                                       | …                                                 | …                                     |  |  |       |  |  |                               |  |  |                                                              |  |
|                                                              |                                       | …                                                 | …                                     |  |  |       |  |  |                               |  |  |                                                              |  |
|                                                              |                                       | …                                                 |                                       |  |  |       |  |  |                               |  |  |                                                              |  |